# 慕容垂歌辭
慕容垂歌辭，五胡十六国民歌，在《乐府诗集》中属《梁鼓角橫吹曲》。
慕容垂是前燕慕容皝之子，后为后燕开国皇帝。明代杨慎《升庵诗话》以慕容垂歌辭为慕容垂自作，胡应麟以为是前秦人为嘲讽慕容垂而作的作品。《乐府诗集》中收有其辞三首。嘲讽慕容垂被困孤城时，攀墙而视、烧香拜佛以祈出逃的丑态。言辞幽默辛辣，刻画生动传神。
|  | 慕容攀墙视，吴军无边岸。我身分自当，枉杀墙外汉。 慕容愁愤愤，烧香作佛会。愿作墙里燕，高飞出墙外。 慕容出墙望，吴军无边岸。咄我臣诸佐，此事可惋叹。 |